# Discographie de Mamamoo
Mamamoo est un girl group sud-coréen signé sous Rainbow Bridge World. Il est composé de Solar, Moonbyul, Wheein et Hwasa. Le groupe a sorti deux albums studio et douze EPs depuis leurs débuts en 2014.

## Album studio
| Titre            | Détails de l’album                                                                                                  | Meilleures positions | Meilleures positions | Meilleures positions | Ventes                                                 |
| Titre            | Détails de l’album                                                                                                  | COR                  | JPN                  | US World             | Ventes                                                 |
| ---------------- | --- | -------------------- | -------------------- | -------------------- | ------------------------------------------------------ |
| Melting          | - Date de sortie : 26 février 2016 - Labels : Rainbow Bridge World, CJ E&M - Formats : CD, téléchargement numérique | 2                    | —                    | 8                    | - COR : 43 525                                         |
| 4colors          | - Date de sortie : 7 août 2019 (JPN) - Labels : Victor Entertainment - Formats : CD, DVD, téléchargement numérique  | __                   | 14                   | __                   | - JPN : 7966                                           |
| Reality in BLACK | - Date de sortie: 14 Novembre 2019 - Label: Rainbow Bridge World - Formats: CD, téléchargement numérique            | 1                    | 27                   | 11                   | - COR: 122 394 - CHN: 155 915 - JPN : 2586 - US : 1000 |

## Mini-albums (EPs)
| Titre                                                                              | Détails de l’album | Meilleures positions | Meilleures positions | Meilleures positions | Meilleures positions | Ventes                                        |
| Titre                                                                              | Détails de l’album | COR                  | JPN                  | US Heat              | US World             | Ventes                                        |
| ---------------------------------------------------------------------------------- | --- | -------------------- | -------------------- | -------------------- | -------------------- | --------------------------------------------- |
| Hello                                                                              | - Date de sortie : 18 juin 2014 - Labels : WA Entertainment, CJ E&M - Formats : CD, téléchargement numérique                     | 19                   | —                    | —                    | —                    | - COR : 7923                                  |
| Piano Man                                                                          | - Date de sortie : 21 novembre 2014 - Labels : WA Entertainment, CJ E&M - Formats : CD, téléchargement numérique                 | 8                    | —                    | —                    | —                    | - COR : 6922                                  |
| Pink Funky                                                                         | - Date de sortie : 19 juin 2015 - Labels : Rainbow Bridge World, CJ E&M - Formats : CD, téléchargement numérique                 | 6                    | —                    | —                    | 7                    | - COR : 16 303                                |
| Memory                                                                             | - Date de sortie : 7 novembre 2016 - Labels : Rainbow Bridge World, CJ E&M - Formats : CD, téléchargement numérique              | 3                    | —                    | —                    | 12                   | - COR : 51 179 - JPN : 795                    |
| Purple                                                                             | - Date de sortie : 22 juin 2017 - Labels : Rainbow Bridge World, CJ E&M - Formats : CD, téléchargement numérique                 | 2                    | —                    | —                    | 1                    | - COR : 55 589 - US : 1000 - JPN : 341        |
| Yellow Flower                                                                      | - Date de sortie : 7 mars 2018 - Labels : Rainbow Bridge World, LOEN Entertainment - Formats : CD, téléchargement numérique      | 1                    | —                    | —                    | 7                    | - COR : 47 022                                |
| Red Moon                                                                           | - Date de sortie : 16 juillet 2018 - Labels : Rainbow Bridge World, Kakao M - Formats : CD, téléchargement numérique             | 3                    | —                    | 25                   | 4                    | - COR : 47 293 - US : 1000                    |
| Blue;s                                                                             | - Date de sortie : 29 novembre 2018 - Labels : Rainbow Bridge World, Kakao M - Formats : CD, téléchargement numérique            | 7                    | —                    | —                    | —                    | - COR : 39 148                                |
| White Wind                                                                         | - Date de sortie : 14 mars 2019 - Label : Rainbow Bridge World - Formats : CD, téléchargement numérique                          | 1                    | —                    | —                    | 5                    | - COR : 69 832                                |
| Travel                                                                             | - Date de sortie : 3 novembre 2020 - Label : Rainbow Bridge World, Victor Entertainment - Formats : CD, téléchargement numérique | 2                    | 4                    | —                    | —                    | - COR : 169 850 - CH : 141 000 - JAP : 14 554 |
| WAW                                                                                | - Date de sortie : 2 juin 2021 - Label : Rainbow Bridge World - Formats : CD, téléchargement numérique                           | 5                    | 17                   | __                   | __                   | - COR : 135 200 - JAP : 5252                  |
| Mic On                                                                             | - Date de sortie : 11 octobre 2022 - Label : Rainbow Bridge World - Formats : CD, téléchargement numérique                       | 7                    | __                   | __                   | __                   | - COR : 137 792                               |
| "—" signifie que l’album ne s'est pas classé ou n'est pas sorti dans cette région. | |                      |                      |                      |                      |                                               |

## Compilation
| Titre                    | Détails de l'album                                                                                          | Meilleures positions | Meilleures positions | Meilleures positions | Ventes         |
| Titre                    | Détails de l'album                                                                                          | COR                  | JPN                  | JPN Hot              | Ventes         |
| ------------------------ | --- | -------------------- | -------------------- | -------------------- | -------------- |
| I Say MAMAMOO : The Best | - Date de sortie : 15 septembre 2021 - Label : Rainbow Bridge World - Format : CD, téléchargement numérique | 8                    | 43                   | 97                   | - COR : 59 155 |

## Singles
| Titre                                                                               | Année  | Meilleures positions | Meilleures positions | Meilleures positions | Meilleures positions | Meilleures positions | Ventes                                         | Certifications   | Album                    |
| Titre                                                                               | Année  | COR                  | COR                  | JPN                  | JPN                  | US World             | Ventes                                         | Certifications   | Album                    |
| Titre                                                                               | Année  | Gaon                 | Hot                  | Oricon               | Hot                  | US World             | Ventes                                         | Certifications   | Album                    |
| Coréen                                                                              | Coréen | Coréen               | Coréen               | Coréen               | Coréen               | Coréen               | Coréen                                         | Coréen           | Coréen                   |
| ----------------------------------------------------------------------------------- | ------ | -------------------- | -------------------- | -------------------- | -------------------- | -------------------- | ---------------------------------------------- | ---------------- | ------------------------ |
| "Mr. Ambiguous" (Mr. 애매모호)                                                      | 2014   | 19                   | 28                   | —                    | —                    | —                    | - COR : plus de 446,203                        | NC               | Hello                    |
| "Piano Man"                                                                         | 2014   | 41                   | *                    | —                    | —                    | —                    | - COR : plus de 309,109                        | NC               | Piano Man                |
| "Um Oh Ah Yeh" (음오아예)                                                           | 2015   | 3                    | *                    | —                    | —                    | —                    | - COR : plus de 1,188,720                      | NC               | Pink Funky               |
| "I Miss You"                                                                        | 2016   | 7                    | *                    | —                    | —                    | 16                   | - COR : plus 812,937                           | NC               | Melting                  |
| "Taller Than You" (1cm의 자존심)                                                    | 2016   | 5                    | *                    | —                    | —                    | 8                    | - COR : plus de 485,062                        | NC               | Melting                  |
| "You're the Best" (넌 is 뭔들)                                                      | 2016   | 1                    | *                    | —                    | —                    | 3                    | - COR : plus de 1,428,938                      | NC               | Melting                  |
| "New York"                                                                          | 2016   | 9                    | *                    | —                    | —                    | —                    | - COR : plus de 252,021                        | NC               | Memory                   |
| "Décalcomanie" (데칼코마니)                                                         | 2016   | 2                    | 53                   | —                    | —                    | 12                   | - COR : plus de 1,779,057                      | NC               | Memory                   |
| "Yes I Am" (나로 말할 것 같으면)                                                    | 2017   | 2                    | 1                    | —                    | —                    | 7                    | - COR : plus de 1,110,353 - US : plus de 1,000 | NC               | Purple                   |
| "Paint Me" (칠해줘)                                                                 | 2018   | 36                   | 43                   | —                    | —                    | 22                   | NC                                             | NC               | Yellow Flower            |
| "Starry Night" (별이 빛나는 밤)                                                     | 2018   | 2                    | 1                    | —                    | —                    | 8                    | NC                                             | - Gaon : Platine | Yellow Flower            |
| "Rainy Season" (장마)                                                               | 2018   | 2                    | 3                    | —                    | —                    | —                    | NC                                             | NC               | Red Moon                 |
| "Egotistic" (너나 해)                                                               | 2018   | 4                    | 4                    | —                    | —                    | 4                    | NC                                             | NC               | Red Moon                 |
| "Wind Flower"                                                                       | 2018   | 9                    | 15                   | —                    | 62                   | 16                   | NC                                             | NC               | Blue;S                   |
| "gogobebe" (고고베베)                                                               | 2019   | 5                    | 2                    | __                   | __                   | 2                    | NC                                             | NC               | White Wind               |
| "Hip"                                                                               | 2019   | 4                    | 1                    | __                   | 39                   | 1                    | NC                                             | NC               | Reality in BLACK         |
| "Dingga"                                                                            | 2020   | 7                    | 5                    | —                    | 59                   | 8                    | NC                                             | NC               | Travel                   |
| "AYA"                                                                               | 2020   | 37                   | 21                   | —                    | —                    | 27                   | NC                                             | NC               | Travel                   |
| "Where Are We Now"                                                                  | 2021   | 93                   | 46                   | __                   | __                   | 24                   | NC                                             | NC               | WAW                      |
| "Mumumumuch"                                                                        | 2021   | 102                  | __                   | __                   | __                   | __                   | NC                                             | NC               | I Say Mamamoo : The Best |
| "Illella"                                                                           | 2022   | 66                   | __                   | __                   | __                   | 5                    | NC                                             | NC               | Mic On                   |
| Japonais                                                                            |        |                      |                      |                      |                      |                      |                                                |                  |                          |
| "Décalcomanie"                                                                      | 2018   | —                    | —                    | 11                   | 38                   | —                    | - JPN : 9,444 (CD)                             | NC               | Non issu d’un album      |
| "—" signifie que le titre ne s'est pas classé ou n'est pas sorti dans cette région. |        |                      |                      |                      |                      |                      |                                                |                  |                          |

### Collaborations
| Titre                                                                               | Année | Meilleures positions | Meilleures positions | Ventes                  | Album      |
| Titre                                                                               | Année | COR Gaon             | COR Billboard        | Ventes                  | Album      |
| ----------------------------------------------------------------------------------- | ----- | -------------------- | -------------------- | ----------------------- | ---------- |
| "Don't Be Happy" (행복하지마) (avec Bumkey)                                         | 2014  | 20                   | 24                   | - COR : plus de 171,880 | Hello      |
| "Peppermint Chocolate" (썸남썸녀) (avec K.Will featuring Wheesung)                  | 2014  | 10                   | 7                    | - COR : plus de 607,369 | Hello      |
| "Heeheehaheho" (히히하헤호) (avec Geeks)                                            | 2014  | 50                   | 45                   | - COR : plus de 81,914  | Hello      |
| "Ahh Oop!" (아훕!) (avec eSNa)                                                      | 2015  | 67                   | —                    | - COR : plus de 67,567  | Pink Funky |
| "—" signifie que le titre ne s'est pas classé ou n'est pas sorti dans cette région. |       |                      |                      |                         |            |

### En featuring
| Titre                                     | Année | Meilleures positions | Ventes (DL)             | Album                     |
| Titre                                     | Année | COR                  | Ventes (DL)             | Album                     |
| ----------------------------------------- | ----- | -------------------- | ----------------------- | ------------------------- |
| "Stand Up" (Basick feat. Mamamoo)         | 2015  | 21                   | - COR : plus de 255,492 | Show Me the Money 4       |
| "Exciting" (신난다) ( Rain feat. Mamamoo) | 2020  | 6                    | NC                      | 두리쥬와 X LINDA X 신난다 |

### Bande-son
| Titre                                                                               | Année | Meilleures positions |               | Ventes (DL)             | Album                      |
| Titre                                                                               | Année | COR                  | COR Billboard | Ventes (DL)             | Album                      |
| ----------------------------------------------------------------------------------- | ----- | -------------------- | ------------- | ----------------------- | -------------------------- |
| "Love Lane"                                                                         | 2014  | 26                   | __            | - COR : plus de 258,148 | Marriage, Not Dating OST   |
| "This Song" (이 노래) (avec Loco)                                                   | 2014  | 65                   | __            | - COR : plus 73,773     | My Lovely Girl OST         |
| "My Everything" (내 눈 속엔 너)                                                     | 2015  | 93                   | __            | - COR : plus de 27,385  | SPY OST                    |
| "Girl Crush"                                                                        | 2015  | 13                   | __            | - COR : plus de 320,102 | Innisia Nest OST           |
| "Woo Hoo" (기대해도 좋은 날)                                                        | 2016  | 15                   | __            | - COR : plus de 191,708 | LG G5 And Friends OST      |
| "Love"                                                                              | 2017  | 6                    | __            | - COR : plus de 444,958 | Goblin OST                 |
| "Double Trouble Couple"                                                             | 2017  | 46                   | __            | - COR : plus de 60,728  | Strong Girl Bong-soon OST  |
| "Open Your Mind" (마음아 열려라)                                                    | 2017  | —                    | __            | - COR : plus de 18,594  | Man to Man OST             |
| "Everyday" (매일 봐요)                                                              | 2018  | 85                   | NC            | NC                      | Single Special BIO OST     |
| "You In My Dreams"                                                                  | 2018  | —                    | NC            | NC                      | Suits OST                  |
| "Gleam" (다 빛이나)                                                                 | 2019  | 89                   | 83            | NC                      | Single Special DAVICHI OST |
| "WOW"                                                                               | 2019  | 111                  | 99            | NC                      | Search:WWW OST             |
| "I miss you"                                                                        | 2020  | 101                  | 89            | NC                      | Dr Romantic 2 OST          |
| "WANNA BE MYSELF"                                                                   | 2020  | 93                   | 51            | NC                      | Single Special ANDAR OST   |
| "—" signifie que le titre ne s'est pas classé ou n'est pas sorti dans cette région. |       |                      |               |                         |                            |

## Autres chansons classées
| Titre                                                                               | Année | Meilleures positions | Meilleures positions | Meilleures positions | Ventes (DL)                 | Album                                   |
| Titre                                                                               | Année | COR                  | COR Billboard        | US Billboard         | Ventes (DL)                 | Album                                   |
| ----------------------------------------------------------------------------------- | ----- | -------------------- | -------------------- | -------------------- | --------------------------- | --------------------------------------- |
| "Friday Night" (금요일밤) (feat. Junggigo)                                          | 2016  | 52                   | NC                   | __                   | - COR : plus de 80,685      | Melting                                 |
| "Words Don't Come Easy" (우리끼리)                                                  | 2016  | 84                   | NC                   | __                   | - COR : plus de 52,200      | Melting                                 |
| "Emotion"                                                                           | 2016  | 91                   | NC                   | __                   | - COR : plus de 44,750      | Melting                                 |
| "Hometown" (고향이)                                                                 | 2016  | 196                  | NC                   | __                   | - COR : plus de 24,969      | Melting                                 |
| "Funky Boy"                                                                         | 2016  | 206                  | NC                   | __                   | - COR : plus de 24,507      | Melting                                 |
| "Just"                                                                              | 2016  | 213                  | NC                   | __                   | - COR : plus de 23,686      | Melting                                 |
| "Cat Fight" (고양이)                                                                | 2016  | 220                  | NC                   | __                   | - COR : plus de 22,732      | Melting                                 |
| "Recipe" (나만의)                                                                   | 2016  | 222                  | NC                   | __                   | - COR : plus de 22,373      | Melting                                 |
| "Memory" (그리고 그리고 그려봐)                                                     | 2016  | 85                   | NC                   | __                   | - COR : plus de 27,988      | Memory                                  |
| "I Love Too" (놓지 않을게)                                                          | 2016  | 91                   | NC                   | __                   | - COR : 26,823              | Memory                                  |
| "Moderato" (feat. Hash Swan)                                                        | 2016  | —                    | NC                   | __                   | - COR : plus de 25,748      | Memory                                  |
| "Aze Gag" (아재개그) (Narr. Kim Dae-hee & Kim Joon-ho)                              | 2017  | 23                   | 20                   | __                   | - COR : plus de 225,328     | Purple                                  |
| "Finally"                                                                           | 2017  | 42                   | 41                   | __                   | - COR : plus de 72,717      | Purple                                  |
| "Love and Hate" (구차해) solo de (Moonbyul)                                         | 2017  | 51                   | 88                   | __                   | - COR : plus de 61,384      | Purple                                  |
| "Da Ra Da" (다라다) (Wheein, Jeff Bernat, & B.O.)                                   | 2017  | 80                   | —                    | __                   | - COR : plus de 74,940      | Purple                                  |
| "Star Wind Flower Sun" (별이 빛나는 밤))                                            | 2018  | 51                   | __                   | __                   | - COR : plus de 37,676,049  | Yellow Flower                           |
| "Midnight Summer Dream" (여름밤의 꿈)                                               | 2018  | 92                   | __                   | __                   | - COR: plus de 6,606,690    | Red Moon                                |
| "Waggy" (쟤가 걔야)                                                                 | 2019  | 131                  | __                   | __                   | - COR : plus de 8,467,880 , | White Wind                              |
| "Where R U"                                                                         | 2019  | 143                  | __                   | __                   | - COR: plus de 3,896,684    | White Wind                              |
| "25" (Solo Wheein )                                                                 | 2019  | 183                  | __                   | __                   | - COR: plus de 3,234,603    | White Wind                              |
| "Bad Bye"                                                                           | 2019  | 190                  | __                   | __                   | - COR: plus de 3,113,092    | White Wind                              |
| "Good Luck"                                                                         | 2019  | __                   | __                   | 12                   | NC                          | Queendom Cover Song Performances Part 1 |
| "Destiny" (우린 결국 다시 만날 운명이었지)                                          | 2019  | 68                   | 36                   | 7                    | - COR: plus de 39,617,225   | Reality in BLACK                        |
| "Ten Nights" (열 밤)                                                                | 2019  | 194                  | __                   | __                   | - COR: plus de 2,729,312    | Reality in BLACK                        |
| "Travel"                                                                            | 2020  | __                   | __                   | __                   | NC                          | Travel                                  |
| "Diamond"                                                                           | 2020  | __                   | __                   | __                   |                             | Travel                                  |
| "Chuck"                                                                             | 2020  | __                   | __                   | __                   |                             | Travel                                  |
| "LIEC"                                                                              | 2022  | __                   | __                   | 10                   | NC                          | Mic On                                  |
| "1,2,3 Eoi!"                                                                        | 2022  | __                   | __                   | 8                    | NC                          | Mic On                                  |
| "—" signifie que le titre ne s'est pas classé ou n'est pas sorti dans cette région. |       |                      |                      |                      |                             |                                         |

## Clips vidéos
| Année | Titre                                                                            | Réalisateur                                              | Réf.    |
| ----- | -------------------------------------------------------------------------------- | -------------------------------------------------------- | ------- |
| 2014  | "Don't Be Happy" (avec Bumkey)                                                   | Min Oh                                                   | [ 72 ]  |
| 2014  | "Peppermint Chocolate" (avec K.Will et Wheesung)                                 | Min Oh                                                   | [ 73 ]  |
| 2014  | "Mr. Ambiguous"                                                                  | Min Oh                                                   | [ 74 ]  |
| 2014  | "Piano Man"                                                                      | METAOLOZ                                                 | [ 75 ]  |
| 2015  | "Ahh Oop!" (avec Esna)                                                           | Digipedi                                                 | [ 76 ]  |
| 2015  | "Um Oh Ah Yeh"                                                                   | Purple Straw Film                                        | [ 77 ]  |
| 2015  | "Stand Up" (avec Basick)                                                         | NC                                                       | NC      |
| 2015  | "Girl Crush"                                                                     | NC                                                       | NC      |
| 2015  | "Lived Like a Fool" (Solar's Emotion Part.1)                                     | NC                                                       | NC      |
| 2015  | "I Miss You So Much" (Solar's Emotion Part.2)                                    | NC                                                       | NC      |
| 2016  | "Taller Than You"                                                                | Vegetarian Pitbull                                       | [ 78 ]  |
| 2016  | "You're the Best"                                                                | Purple Straw Film                                        | [ 79 ]  |
| 2016  | "Recipe"                                                                         | NC                                                       | NC      |
| 2016  | "My Hometown"                                                                    | NC                                                       | NC      |
| 2016  | "Woo Hoo"                                                                        | Purple Straw Film                                        | [ 80 ]  |
| 2016  | "In My Dream" (Solar's Emotion Part.3)                                           | NC                                                       | NC      |
| 2016  | "Dab Dab" (Moonbyul & Hwasa)                                                     | Hong Won Ki (Zanybros)                                   | NC      |
| 2016  | "Angel" (Solar & Wheein)                                                         | Hong Won Ki (Zanybros)                                   | NC      |
| 2016  | "New York"                                                                       | Hong Won Ki (Zanybros)                                   | NC      |
| 2016  | "I Love Too"                                                                     | Hong Won Ki (Zanybros)                                   | NC      |
| 2016  | "Décalcomanie"                                                                   | Hong Won Ki (Zanybros)                                   | [ 81 ]  |
| 2016  | "Memory"                                                                         | NC                                                       | NC      |
| 2017  | "Happy People" (Solar's Emotion Part.4)                                          | Na Youngmi, Kang Sooyoung, Choi Yeseul, Park Kyuha (RBW) | [ 82 ]  |
| 2017  | "Aze Gag"                                                                        | Hong Won Ki (Zanybros)                                   | [ 83 ]  |
| 2017  | "Yes I Am"                                                                       | Hong Won Ki (Zanybros)                                   | [ 84 ]  |
| 2017  | "Alone People" (Solar's Emotion Part.5)                                          | Kang Sooyoung, Choi Yeseul (RBW)                         | [ 85 ]  |
| 2017  | "Autumn Letter" (Solar's Emotion Part.5)                                         | Kang Sooyoung, Choi Yeseul (RBW)                         | [ 85 ]  |
| 2018  | "Paint me"                                                                       | Hong Won Ki (Zanybros)                                   | [ 86 ]  |
| 2018  | "Star Wind Flower Sun"                                                           | Hong Won Ki (Zanybros)                                   | [ 87 ]  |
| 2018  | "Starry Night"                                                                   | Hong Won Ki (Zanybros)                                   | [ 88 ]  |
| 2018  | "Be Calm" (solo de Hwasa)                                                        | Park Woo Sang (RBW)                                      | [ 89 ]  |
| 2018  | "Everyday"                                                                       | Hor Jaewon, Kim Jiyoung (RBW)                            | [ 90 ]  |
| 2018  | "EASY" (solo de Wheein) (Feat. Sik-K)                                            | Hong Won Ki (Zanybros)                                   | [ 91 ]  |
| 2018  | "Where the Wind Rises" (Solar's Emotion Part.6)                                  | Kang Sooyoung, Choi Yeseul, Choi Heechan (RBW)           | [ 92 ]  |
| 2018  | "Nada Sou Sou" (Solar's Emotion Part.6)                                          | Lim Sukjin (Zanybros)                                    | [ 93 ]  |
| 2018  | "It's been a long time" (Solar's Emotion Part.6)                                 | Kang Sooyoung, Choi Yeseul, Choi Heechan (RBW)           | [ 92 ]  |
| 2018  | "SELFISH" (solo de Moonbyul) (Feat. Seulgi de Red Velvet)                        | Hong Won Ki (Zanybros)                                   | [ 94 ]  |
| 2018  | "Don't Give It To Me (Hwasa et Loco)                                             | Inconnu                                                  | NC      |
| 2018  | "In My Room" (solo de Moonbyul)                                                  | Park Woo Sang (RBW)                                      | [ 95 ]  |
| 2018  | "Sky Sky"                                                                        | Hor Jaewon, Kim Jiyoung (RBW)                            | [ 96 ]  |
| 2018  | "Egotistic"                                                                      | Hong Won Ki (Zanybros)                                   | [ 97 ]  |
| 2018  | "Wind Flower"                                                                    | Hong Won Ki (Zanybros)                                   | [ 98 ]  |
| 2019  | "TWIT" ( 멍청이) (solo de Hwasa)                                                 | Park Woo Sang (RBW)                                      | [ 99 ]  |
| 2019  | "Gogobebe" (고고베베)                                                            | Hong Won Ki, Park Seong Won (Zanybros)                   | [ 100 ] |
| 2019  | "25" (solo de Wheein)                                                            | Hong Won Ki, Hor Jin Hyung (Zanybros)                    | [ 101 ] |
| 2019  | "Gleam" (다 빛이나)                                                              | Kim Sung Joo                                             | [ 102 ] |
| 2019  | "Good Bye" (헤어지자) (Soar de Wheein)                                           | Hong Won Ki (Zanybros)                                   | [ 103 ] |
| 2019  | "Hip"                                                                            | Bae Myeong Hyun, Hong Won Ki (Zanybros)                  | [ 104 ] |
| 2019  | "Snow" (눈) (solo Moonbyul)                                                      | Park Woo Sang (RBW)                                      | [ 105 ] |
| 2020  | "A song from the past" (이 노랜 꽤 오래된 거야) (solo Solar) (Feat. (Kassy (en)) | NC                                                       | [ 106 ] |
| 2020  | "Weird Day" ('낯선 날) (Dark Side of the Moon de Moonbyul) (Feat. Punch)         | NC                                                       | [ 107 ] |
| 2020  | "Eclipse" (달이 태양을 가릴 때) (Dark Side of the Moon de Moonbyul)              | Hong Won Ki, Park Sang Won (Zanybros)                    | [ 108 ] |
| 2020  | "Spit it out" (뱉어) (solo de Solar)                                             | Hong Won Ki (Zanybros)                                   | [ 109 ] |
| 2020  | "Absence" (부재) (門oon : REPACKAGE de Moonbyul)                                 | NC                                                       | [ 110 ] |
| 2020  | "María" (마리아) (María de Hwasa)                                                | Beom Jin                                                 | [ 111 ] |
| 2020  | "LMM" (María de Hwasa)                                                           | HOBIN, Lee Seokjun (HOBIN Film)                          | [ 112 ] |
| 2020  | "Iljido" (Dark Side of the Moon/門oon : REPACKAGE de Moonbyul)                   | NC                                                       | [ 113 ] |
| 2020  | "WANNA BE MYSELF"                                                                | Hong Won Ki, Lee Haejin (Zanybros)                       | [ 114 ] |
| 2020  | "Dingga"                                                                         | Hong Won Ki, Lee Haejin (Zanybros)                       | [ 115 ] |
| 2020  | "AYA"                                                                            | Hong Won Ki, Lee Haejin (Zanybros)                       | [ 116 ] |
| 2021  | "Water Color" (Redd de Wheein)                                                   | NC                                                       | [ 117 ] |
| 2021  | "Where Are We Now"                                                               | Hobin (a HOBIN film)                                     | [ 118 ] |
| 2021  | "Mumumumuch"                                                                     | Yoo Sungkyun (Sunny Visual)                              | [ 119 ] |
| 2021  | "I'm a 빛" (Guilty Pleasure de Hwasa)                                            | Paranoid Paradigm (VM Project Architecture)              | [ 120 ] |
| 2021  | "G999" (6equence de Moonbyul)                                                    | NC                                                       | [ 121 ] |
| 2021  | "Shutdown" (6equence de Moonbyul)                                                | NC                                                       | [ 122 ] |
| 2022  | "Make Me Happy" (Whee de Wheein)                                                 | Sungwhi (nvrmnd)                                         | [ 123 ] |
| 2022  | "Lunatic" (6equence de Moonbyul)                                                 | NC                                                       | [ 122 ] |
| 2022  | "For Me" (6equence de Moonbyul)                                                  | NC                                                       | [ 122 ] |
| 2022  | "ddu ddu ddu" (6equence de Moonbyul)                                             | NC                                                       | [ 122 ] |
| 2022  | "Honey" (容 : Face de Solar)                                                     | NC                                                       | [ 124 ] |
| 2022  | "C.I.T.T (Cheese In The Trap" (C.I.T.T (Cheese In The Trap) de Moonbyul)         | NC                                                       | [ 125 ] |
| 2022  | "Better" (Solo de Mamamoo+ (en)) (feat. Big Naughty (en))                        | Kim Minju Lim Dongseob (96wave)                          | [ 126 ] |
| 2022  | "Illella"                                                                        | Bae Myounghyun (Zanybros)                                | [ 127 ] |
| 2022  | "1,2,3 Eoi!"                                                                     | Bae Myounghyun (Zanybros)                                | [ 127 ] |
| 2023  | "Chico Malo" (Act 1 Scene 1 de Mamamoo+ (en))                                    | Bae Myounghyun (Zanybros)                                | [ 128 ] |
| 2023  | "GGBB" (Act 1 Scene 1 de Mamamoo+ (en))                                          | Bae Myounghyun (Zanybros)                                | [ 128 ] |
| 2023  | "LLL" (Act 1 Scene 1 de Mamamoo+ (en))                                           |                                                          | [ 128 ] |